# ラグビーアメリカ合衆国代表
ラグビーアメリカ合衆国代表（英語: United States national rugby union team）はUSAラグビー（アメリカ合衆国ラグビー協会）によるラグビーユニオンのナショナルチームである。愛称はイーグルス。

## 概要
アメリカ合衆国ではアメリカンフットボールの人気が高く、ラグビーはマイナースポーツとして扱われている。選手の多くはアメリカンフットボール経験者で、アメフトなどのスポーツで結果を残せずにラグビーに転向した者がほとんどである。第43代アメリカ合衆国大統領のジョージ・W・ブッシュは学生時代に野球を挫折した後「マイナースポーツだからレギュラーを取りやすい」と言う理由でラグビーに転向した。伝統的なライバルチームはカナダ代表である。
ラグビーワールドカップは2019年大会までの9大会中、予選敗退した1995年大会を除く8大会に出場しているが、全て予選プールで敗退している。過去に3勝しており、1987年と2003年は日本代表、2011年はロシア代表からあげた。
2022年、ワールドカップ2023最終予選で2位となって7大会連続のワールドカップ出場を逃した。
なお、近代オリンピックではパリオリンピック（1924年）で金メダルを獲得している。ラグビーは1924年限りでオリンピックより除外されたためオリンピックラグビー（15人制）最後の金メダリストとなっている。

## ワールドカップの成績
- 1987年 - プール戦敗退（1勝2敗）
- 1991年 - プール戦敗退（3敗）
- 1995年 - 地区予選敗退
- 1999年 - プール戦敗退（3敗）
- 2003年 - プール戦敗退（1勝3敗）
- 2007年 - プール戦敗退（4敗）
- 2011年 - プール戦敗退（1勝3敗）
- 2015年 - プール戦敗退（4敗）
- 2019年 - プール戦敗退（4敗）
- 2023年 - 最終予選敗退

## 選手

### 現在の代表
アメリカ合衆国代表スコッド
- ヘッドコーチ :  スコット・ローレンス（英語版）

| 選手                             | ポジション     | 誕生日 (年齢)          | キャップ | チーム                               |
| -------------------------------- | -------------- | ---------------------- | -------- | ------------------------------------ |
| カレブ・ゲイギャー               | フッカー       | 1996年5月4日（29歳）   | 5        | ニューイングランド・フリージャックス |
| シロ・クライン                   | フッカー       | 1999年5月4日（26歳）   | 5        | サンディエゴ・リージョン             |
| カペリ・ピフェリレティシア       | フッカー       | 1999年9月1日（25歳）   | 19       | プロヴァンス                         |
| ポノ・デーヴィス                 | プロップ       | 1997年8月4日（28歳）   | 8        | ヒューストン・セイバーキャッツ       |
| ジャック・イスカロ               | プロップ       | 1997年8月4日（28歳）   | 13       | オールドグローリーDC                 |
| トンガ・コフェ                   | プロップ       | 1996年2月2日（29歳）   | 3        | レスター・タイガース                 |
| エゼキール・リンデンムス         | プロップ       | 1997年7月14日（28歳）  | 1        | ヒューストン・セイバーキャッツ       |
| アレック・マクドネル             | プロップ       | 1996年7月16日（29歳）  | 0        | 無所属                               |
| マリウ・ニウアフェ               | プロップ       |                        | 0        | サンディエゴ・リージョン             |
| パイトン・タレア                 | プロップ       | 1998年8月17日（27歳）  | 3        | サンディエゴ・リージョン             |
| ジェイク・ターンブル             | プロップ       | 1993年7月17日（32歳）  | 14       | イースタンサバーブスRUFC             |
| ジェイソン・ダン                 | ロック         | 1995年1月26日（30歳）  | 9        | サンディエゴ・リージョン             |
| ナフィ・マーフィ                 | ロック         | 1998年6月18日（27歳）  | 0        | USモントーバン                       |
| テヴィタ・ナクァリ               | ロック         | 1996年6月21日（29歳）  | 3        | オールドグローリーDC                 |
| マルコ・レデリンハイズ           | ロック         | 1993年1月6日（32歳）   | 3        | ヒューストン・セイバーキャッツ       |
| リック・ローズ                   | ロック         | 2001年7月28日（24歳）  | 0        | 無所属                               |
| マッケーン・アリーハン           | バックロー     | 2001年10月10日（23歳） | 2        | アンセム・ラグビー・カロライナ       |
| ベンジャミン・ボナッソ           | バックロー     | 1997年6月1日（28歳）   | 10       | 無所属                               |
| コーリー・ダニエル               | バックロー     | 1995年9月11日（29歳）  | 13       | オールドグローリーDC                 |
| ヴィリ・ヘル                     | バックロー     | 1996年3月20日（29歳）  | 17       | サンディエゴ・リージョン             |
| クリスティアン・ポワトヴァン     | バックロー     | 1998年9月9日（26歳）   | 2        | サンディエゴ・リージョン             |
| パディー・ライアン               | バックロー     | 1990年12月11日（34歳） | 14       | サンディエゴ・リージョン             |
| ランス・ウィリアムズ             | バックロー     | 1993年2月19日（32歳）  | 9        | ユタ・ウォリアーズ                   |
| ルーベン・デ・ハース             | スクラムハーフ | 1998年10月9日（26歳）  | 36       | 無所属                               |
| イーサン・マクベイ               | スクラムハーフ | 1999年12月14日（25歳） | 4        | オールドグローリーDC                 |
| ジョアン・フィリップスミス       | スクラムハーフ | 1994年3月30日（31歳）  | 9        | シアトル・シーウルブズ               |
| クリストファー・ヒュルゼンベック | フライハーフ   | 1992年1月10日（33歳）  | 2        | シカゴ・ハウンズ                     |
| AJ・マクギンティ                 | フライハーフ   | 1990年2月26日（35歳）  | 42       | ブリストル・ベアーズ                 |
| トム・ピットマン                 | フライハーフ   | 1999年4月8日（26歳）   | 2        | アンセム・ラグビー・カロライナ       |
| ドミニック・べサグ               | センター       | 2004年8月6日（21歳）   | 9        | セントマリーズゲールズ               |
| トンマーゾ・ボーニ               | センター       | 1993年1月15日（32歳）  | 9        | オールドグローリーDC                 |
| タヴィティ・ロペティ             | センター       | 1998年11月20日（26歳） | 21       | シアトル・シーウルブズ               |
| エリック・ストルティ             | センター       | 2000年10月14日（24歳） | 4        | アンセム・ラグビー・カロライナ       |
| ネイト・オーギュスパーガー       | ウイング       | 1990年1月31日（35歳）  | 51       | シカゴ・ハウンズ                     |
| ノア・ブラウン                   | ウイング       | 2001年10月1日（23歳）  | 1        | シカゴ・ハウンズ                     |
| ラウイナ・フティ                 | ウイング       | 1996年1月5日（29歳）   | 5        | シアトル・シーウルブズ               |
| ルフス・マクリーン               | ウイング       | 2000年3月2日（25歳）   | 1        | ヒューストン・セイバーキャッツ       |
| トビー・フリッカー               | フルバック     | 1996年4月15日（29歳）  | 5        | アンセム・ラグビー・カロライナ       |
| ミッチ・ウィルソン               | フルバック     | 1996年4月15日（29歳）  | 13       | アンセム・ラグビー・カロライナ       |

※所属、 キャップ数(Cap)は2025年8月20日現在

## ワールドラグビー男子ランキング
ワールドラグビーが発表するデータにもとづく。
| ワールドラグビー男子ランキング 上位30チーム（2025年8月18日時点） | ワールドラグビー男子ランキング 上位30チーム（2025年8月18日時点） | ワールドラグビー男子ランキング 上位30チーム（2025年8月18日時点） | ワールドラグビー男子ランキング 上位30チーム（2025年8月18日時点） |
| 順位                                                             | 変動*                                                            | チーム                                                           | ポイント                                                         |
| ---------------------------------------------------------------- | ---------------------------------------------------------------- | ---------------------------------------------------------------- | ---------------------------------------------------------------- |
| 1                                                                | 1                                                                | ニュージーランド                                                 | 092.51                                                           |
| 2                                                                | 1                                                                | アイルランド                                                     | 089.83                                                           |
| 3                                                                | 2                                                                | 南アフリカ共和国                                                 | 089.78                                                           |
| 4                                                                | 増減なし                                                         | フランス                                                         | 087.82                                                           |
| 5                                                                | 増減なし                                                         | イングランド                                                     | 087.64                                                           |
| 6                                                                | 増減なし                                                         | オーストラリア                                                   | 085.08                                                           |
| 7                                                                | 増減なし                                                         | アルゼンチン                                                     | 081.60                                                           |
| 8                                                                | 増減なし                                                         | スコットランド                                                   | 081.57                                                           |
| 9                                                                | 増減なし                                                         | フィジー                                                         | 080.50                                                           |
| 10                                                               | 増減なし                                                         | イタリア                                                         | 077.77                                                           |
| 11                                                               | 増減なし                                                         | ジョージア                                                       | 074.69                                                           |
| 12                                                               | 増減なし                                                         | ウェールズ                                                       | 074.05                                                           |
| 13                                                               | 増減なし                                                         | サモア                                                           | 072.48                                                           |
| 14                                                               | 増減なし                                                         | 日本                                                             | 072.29                                                           |
| 15                                                               | 増減なし                                                         | スペイン                                                         | 069.12                                                           |
| 16                                                               | 増減なし                                                         | アメリカ合衆国                                                   | 068.45                                                           |
| 17                                                               | 増減なし                                                         | ウルグアイ                                                       | 067.52                                                           |
| 18                                                               | 増減なし                                                         | ポルトガル                                                       | 066.44                                                           |
| 19                                                               | 増減なし                                                         | トンガ                                                           | 065.46                                                           |
| 20                                                               | 増減なし                                                         | チリ                                                             | 063.83                                                           |
| 21                                                               | 増減なし                                                         | ルーマニア                                                       | 062.67                                                           |
| 22                                                               | 増減なし                                                         | ベルギー                                                         | 061.20                                                           |
| 23                                                               | 増減なし                                                         | 香港                                                             | 059.98                                                           |
| 24                                                               | 増減なし                                                         | ジンバブエ                                                       | 058.80                                                           |
| 25                                                               | 増減なし                                                         | カナダ                                                           | 057.75                                                           |
| 26                                                               | 増減なし                                                         | オランダ                                                         | 057.01                                                           |
| 27                                                               | 増減なし                                                         | ナミビア                                                         | 056.97                                                           |
| 28                                                               | 増減なし                                                         | ブラジル                                                         | 055.90                                                           |
| 29                                                               | 増減なし                                                         | スイス                                                           | 055.26                                                           |
| 30                                                               | 増減なし                                                         | ポーランド                                                       | 054.06                                                           |
| *前週からの変動                                                  |                                                                  |                                                                  |                                                                  |
| アメリカ合衆国のランキングの推移                                 |                                                                  |                                                                  |                                                                  |
| 生のグラフデータを参照/編集してください.                         |                                                                  |                                                                  |                                                                  |
| 出典: ワールドラグビー 推移グラフの最終更新: 2025年8月18日       |                                                                  |                                                                  |                                                                  |
|                                                                  | 現在、技術上の問題で一時的にグラフが表示されなくなっています。   |                                                                  |                                                                  |